# Os Quatro Filhos (filme)
Four Sons (bra: Quatro Filhos, ou Os Quatro Filhos; prt: Os Quatro Filhos) é um filme mudo norte-americano de 1928, do gênero drama, dirigido por John Ford, com roteiro de Philip Klein baseado no conto "Grandmother Bernle Learns Her Letters", de Ida Alexa Ross Wylie, publicado no Saturday Evening Post em setembro de 1926.

## Sinopse
A viúva Bernle luta para criar seus quatro filhos na Baviera do início do século XX, quando eclode a Primeira Guerra Mundial. Três deles são convocados pelo governo alemão, e o quarto vai para os Estados Unidos. 

## Elenco
| Ator/Atriz              | Personagem      |
| ----------------------- | --------------- |
| Margaret Mann           | Mamãe Bernle    |
| James Hall              | Joseph          |
| Charles Morton          | Johann          |
| Francis X. Bushman, Jr. | Franz           |
| George Meeker           | Andreas         |
| June Collyer            | Annabelle       |
| Earle Foxe              | Major von Stomm |
| Albert Gran             | Carteiro        |
| Frank Reicher           | Professor       |

## Produção
O filme é um drama lacrimoso que se julgava perdido, porém uma cópia foi encontrada na década de 1960. Apesar de não conter diálogos, alguns sons podem ser ouvidos nas cenas de batalhas.
Four Sons teria um remake homônimo em 1940, nas mãos de Archie Mayo, com a ação transplantada para a Tchecoslováquia da Segunda Guerra.

## Recepção
A revista especializada brasileira Cinearte deu ao filme 6 pontos de 10, classificando-o como "pretensioso" e abaixo do nível esperado de John Ford, sendo também uma cópia mal-executada de The Heart of Humanity (1918), de Allen Holubar.